# 空母 (ライフゲーム)
ライフゲームにおける空母（くうぼ、aircraft carrier）とは、6ピクセルの固定物体である。
空母は、生きているセルが分かれている最小の固定物体である。

## 生成
ヘキソミノからの生成
上の図の形から1世代で空母ができる。

## グライダーとの衝突
グライダーと衝突する例を1つ挙げる。
これは、信号灯になる。